# Henry Dawnay (3e vicomte Downe)
Henry Pleydell Dawnay (8 avril 1727 - 9 décembre 1760) est un officier britannique et un homme politique.

## Biographie

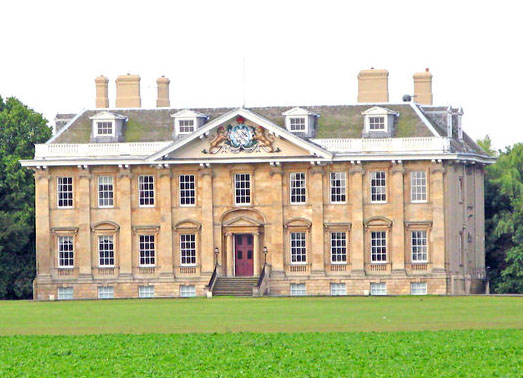
Cowick Hall dans la circonscription est du Yorkshire, siège des vicomtes Downe

Il est le fils aîné de John Dawnay (député), fils de Henry Dawnay (2e vicomte Downe). Sa mère Charlotte Louisa, est la fille de Robert Pleydell, d’Ampney Crucis, Gloucestershire. Il succède à son grand-père comme vicomte en mai 1741, à l'âge de 14 ans. S'agissant d'une pairie irlandaise, il ne lui donne pas droit à un siège à la Chambre des lords anglaise (bien qu'il lui puisse siéger à la Chambre des lords irlandaise). Il est par conséquent éligible à la Chambre des communes et en 1750, il est élu comme l'un des deux député du Yorkshire, un siège qu'il occupe jusqu'à sa mort dix ans plus tard. Lord Downe sert également dans la Guerre de Sept Ans en tant que lieutenant-colonel au The King's Own Scottish Borderers. Il participe à la bataille de Minden en 1759 et commande le régiment à la Bataille de Kloster Kampen en octobre 1760. Il meurt en décembre 1760 des suites de blessures reçues au cours de cette dernière bataille, à l'âge de 33 ans.
Lord Downe ne s'est jamais marié et son frère cadet, John Dawnay (4e vicomte Downe), lui succède.